# Отделённый командир
Отделённый команди́р:
- воинское звание военнослужащих младшего командного и младшего начальствующего составов РККА (включая ВМС РККА, после 30.12.1937 — ВМФ СССР) и войск НКВД СССР (включая морпогранохрану НКВД) в период 1935—1940 годов (не следует путать с воинской должностью командир отделения, название которой иногда употребляется в аналогичном контексте). Введено Постановлениями ЦИК СССР № 19 и СНК СССР № 2135 от 22 сентября 1935 года,[1] а также Постановлением СНК СССР № 2250 от 7 октября 1935 года[2].
Приказами НКО № 391 от 2 ноября 1940 года и НКВД СССР № 1038 от 18 ноября 1940 года,[3] а также Постановлением СНК СССР № 2435 от 30 ноября 1940 года[4] вместо воинского звания отделённый командир введены новые: сержант — для РККА и войск НКВД, и старшина 1-й статьи — для корабельного состава ВМФ и морпогранохраны НКВД СССР.
- специальное звание сотрудников младшего начальствующего состава милиции НКВД СССР в период 1936—1943 годов. Введено для личного состава Рабоче-крестьянской милиции совместным Постановлением ЦИК и СНК СССР от 26 апреля 1936 года[5]. Нижестоящее специальное звание — старший милиционер, следующие по рангу — помкомвзвода или старшина.
Указом Президиума ВС СССР от 9 февраля 1943 года вместо специального звания отделённый командир введено новое — старший сержант милиции.

Как правило, штатной должностью в ВС Союза ССР для военнослужащих в звании отделённый командир являлась должность командира отделения (лёгкого танка, бронеавтомобиля, орудия, пулемётного расчёта и тому подобного). Также звание отделённый командир в исключительных случаях могло быть присвоено при увольнении в запас наиболее отличившимся военнослужащим срочной службы, имеющим звание на один ранг ниже, но занимающим штатную должность командира отделения или ей равную.
К воинскому званию гражданина, пребывающего в запасе или находящегося в отставке, добавлялись соответственно слова «запаса» или «в отставке».
В вооружённых силах (ВС) большинства государств и стран мира советскому воинскому званию отделённый командир условно соответствовало звание «сержант» (англ. Sergeant), а в германских ВС — звание «унтер-офицер» (нем. Unteroffizier).
Специальное звание отделённый командир милиции (три треугольника в петлицах образца 1939—1943 годов) условно соответствовало воинскому званию младший комвзвод РККА (после 1940 года — старший сержант), в то время как нижестоящее специальное звание старший милиционер (два треугольника в петлицах образца 1939—1943 годов) в данный период условно соответствовало воинскому званию отделённый командир РККА (после 1940 года — сержант).
| младшее войсковое звание: Красноармеец   | Отделённый командир | старшее войсковое звание: Младший комвзвод |
| младшее корабельное звание: Краснофлотец | Отделённый командир | старшее корабельное звание: Старшина       |